# Фененки
Фененки (пол. Fienienko) — дворянский род.
Потомство Власа Фененко, полкового хоружего (до 1672 г.)

## Описание герба
Лазуревый щит разделён серебряным крестом, сопровождаемым в правом верхнем углу золотым пламенеющим сердцем, а в левом углу серебряною подковою концами вверх.
Щит увенчан дворянскими шлемом и короной. Нашлемник: три страусовых пера, среднее—лазуревое, правое — серебряное в левое — золотое. Намёт на щите лазуревый, подложенный серебром и золотом. Герб рода Фененковых (Фененко) внесён в Часть 12 Общего гербовника дворянских родов Всероссийской империи, стр. 124.

## Известные представители
- Фененко, Тимофей — кошевой атаман Запорожской Сечи.
- Фененко, Вадим Михайлович (1.08.1893 — январь 1942) — штабс-капитан 4-го Финляндского стрелкового полка, Георгиевский кавалер (1915). Сын генерал-майора Фененко Михаила Яковлевича.
- Фененко, Василий Иванович (1875 — 1931) — судебный следователь по особо важным делам Киевского Окружного Суда; вёл следствие по делу об убийстве П.А.Столыпина в Киеве (1911 г.), по т. наз. "делу Бейлиса" (1911 — 1913 г.г.). Родной брат полковника Фененко Владимира Ивановича.
- Фененко, Владимир Иванович (30.04.1873 — ? ) — полковник, участник русско-японской войны 1904-05 г.г. и Первой мировой войны. Георгиевский кавалер.
- Фененко, Владимир Фомич (1841 — 1916) — судебный деятель, сенатор, член Верховного уголовного суда Российской империи.
- Фененко, Всеволод Павлович (18.10.1880 — 03.04.1944) — юрист, судебный деятель. Сын дворянина Павла Николаевича Фененко и Евфросинии Михайловны Фененко. Родился в Умани на Черкасщине. Общее образование получил в Черниговской гимназии (1899). В 1904 году успешно закончил юридический факультет Университета святого Владимира (г. Киев). Служил по судебному ведомству в Киевской и Черниговской губерниях. Коллежский асессор, затем статский советник. До октябрьского переворота служил прокурором Екатеринославского Окружного суда. С января 1918 года — в Добровольческой армии. Во ВСЮР и Русской Армии — до эвакуации из Крыма. 14 ноября 1920 года эвакуирован из Севастополя на транспорте "Генерал Корнилов". (Историк С.В. Волков. База данных «Участники Белого движения в России» на январь 2016). Оказался в эмиграции в Югославии. Скончался 03.04.1944 года в Белграде. Место захоронения —  Русский некрополь Белграда, уч.8, место 831.
- Фененко, Гавриил Александрович (1805 — после 1868) — судебный деятель Российской империи, действительный статский советник (с 1864 г.). С 1851 года Председатель Гродненской Палаты Уголовного Суда.
- Фененко, Михаил Васильевич (1893 — 21.11.1937) — интендант 2 ранга (майор), сын дворянина Василия Николаевича Фененко. Двоюродный брат Фененко Николая Васильевича. Место рождения - Сумская обл., с. Маково Шосткинского района. Последнее место жительства - Черниговская обл., г. Нежин. Последнее место работы - начальник военного склада №80, интендант 2 ранга. Арестован 16.06.1937 года. Военной коллегией Верховного Суда СССР 20.11.1937 г. за участие в "антисоветском военно-фашистском заговоре" приговорен к высшей мере наказания, лишен воинского звания. Расстрелян 21.11.1937 года в г.Киеве. Реабилитирован 26.12.1957 г. военной коллегией Верховного Суда СССР. (Национальный банк репрессированных. Запись №205832.)
- Фененко, Михаил Яковлевич (I) (1778 — 1841). Сын дворянина Якова Федоровича Фененко и Феодосии Васильевны Фененко.  В службе с 03.01.1798 г. унтер-офицером Нижегородского мушкетерского полка; с 29.11.1799 г. - подпрапорщик; с 03.07.1802 г. - портупей-прапорщик; с 05.02.1803 г. - прапорщик; с 25.05.1806 г. - подпоручик; с 11.09.1806 г. - поручик; с 14.04.1810 г. - штабс-капитан; с 0 2.04.1811г. - капитан Пензенского пехотного полка; с 09.03.1816 г. - майор при отставке. Был в боевых походах: 1806 г. - за Днестром, 1807 г. - при осаде Измаила, в Бессарабии, Молдавии и Валахии; 1810 г. - при Туртукае, Рущуке, Бендерах; 1812 — 1813 г. - при Новом Замостье, в Силезии, Богемии, Саксонии, при Лейпциге; 1814 г. - в Пруссии и Франции, при Краоне, Лаоне, при взятии Парижа. Имел орден Святой Анны 4-й степени. Владел имением в с.Маково, Глуховского уезда Черниговской губернии, где жил и погребен. Дед генерал-майора, героя Первой мировой войны, Георгиевского кавалера Фененко Михаила Яковлевича. (Милорадович, стр. 360, т. II.)
- Фененко, Михаил Яковлевич (также Финенко; (1860 — 1918) — генерал-майор, герой Первой мировой войны. Георгиевский кавалер.
- Фененко, Николай Васильевич (31.12.1908 — 05.05.1969) — историк, краевед, шевченковед, писатель, многолетний узник сталинских лагерей.
- Фененко, Николай Фомич (03.07.1836 — 12.04.1877) —  доктор медицины, статский советник, симбирский врач, организатор системы здравоохранения в Симбирской губернии. Родной брат сенатора Фененко Владимира Фомича.
- Фененко, Федор Яковлевич (1866 - ?) — участник русско-японской войны 1904-1905 годов. Сын коллежского секретаря Якова Михайловича Фененко и Анны Петровны Фененко (Кравченко). Служил в составе 139-го пехотного Моршанского полка. Старший унтер-офицер (1904); подпрапорщик (1905). Участвовал в сражениях под Ляояном и в Мукденских боях. Награжден Знаком отличия Военного ордена Святого Георгия 4-й степени (для лиц христианского вероисповедания), № 93464. Родной брат генерал-майора Фененко Михаила Яковлевича - командира 156-го пехотного Елисаветпольского полка, и капитана 7-го пехотного Ревельского полка Фененко Вячеслава Яковлевича.  («Знак отличия Военного ордена Св. Георгия. Списки пожалованным за русско-японскую войну 1904–1905 гг.» Составители Д.Бутрым, И.Маркин. М.: 2006.)